# Trogareds ek
Trogareds ek är en fridlyst ek i byn Trogared i Södra Vings socken och Ulricehamns kommun i Västergötland. Den räknas som ett naturminnesmärke och är fredad genom beslut av länsstyrelsen den 11 oktober 1940. Stammens omkrets är 8,5 meter.
Eken uppmärksammades redan 1878:
| ”                                  | Utmed vägen ser man några majestätiska ekar, som stolt höja sin krona öfver sina mindre syskon. Drottningen för alla träd här i nejden är likväl den stora ek, som står der, hvarest vägarne från Borås, Espered, Ving och Ulricehamn sammanträffa, och som benämnes ”Trogareds ek”. | „ |
| – Ulricehamns tidning 28 juni 1878 | |   |

## Trogareds ek den 21 juni 1973

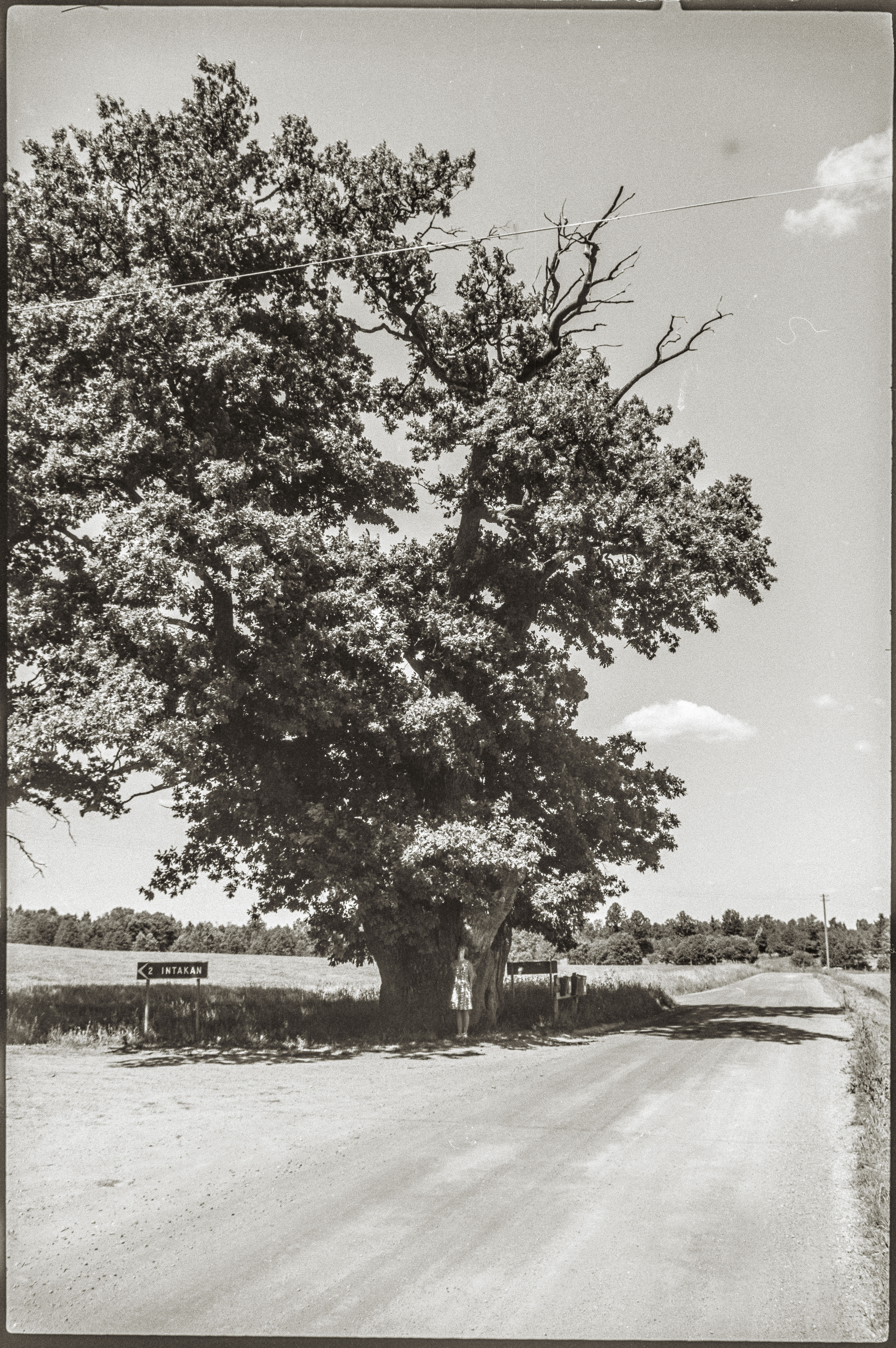
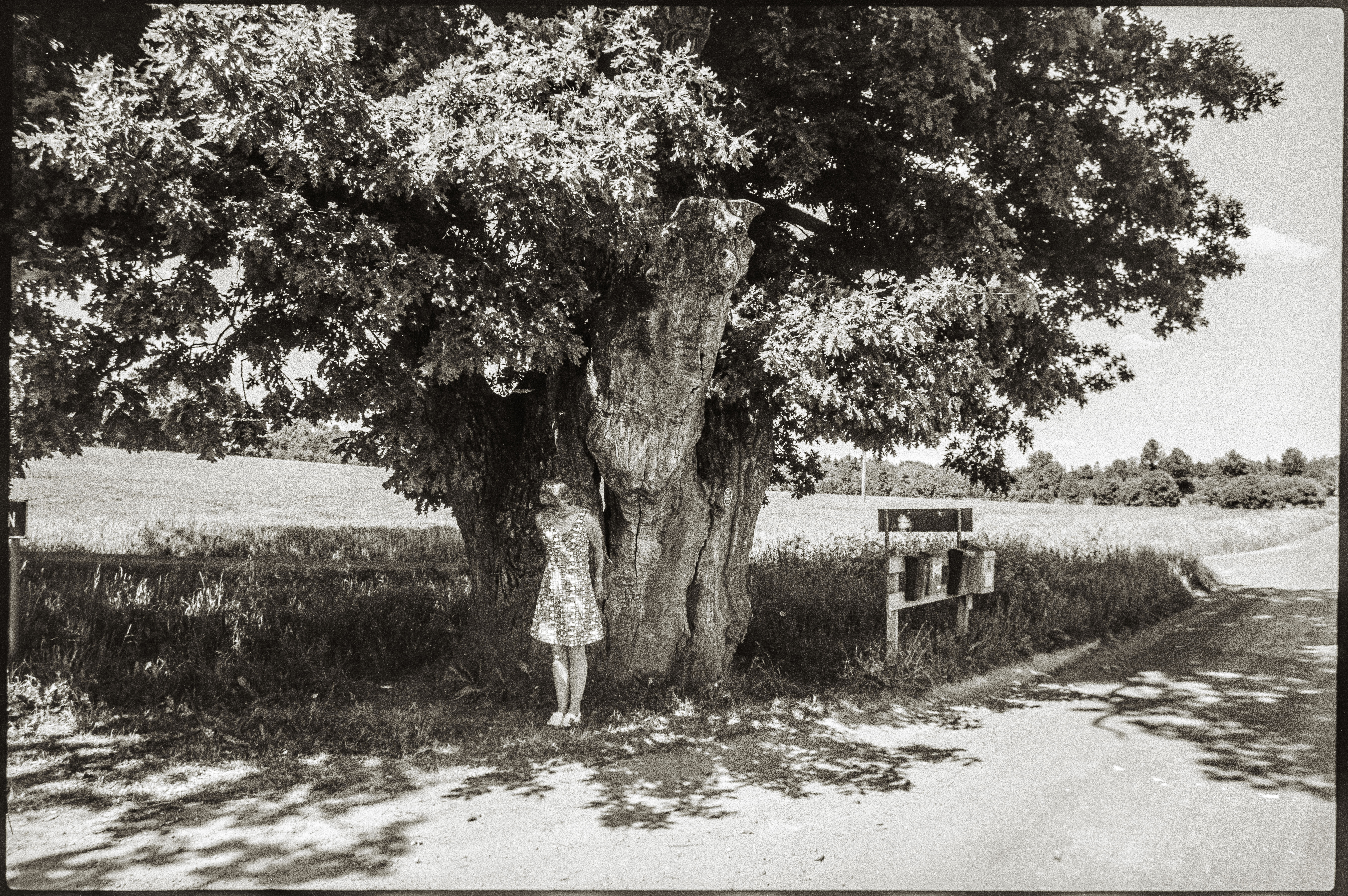
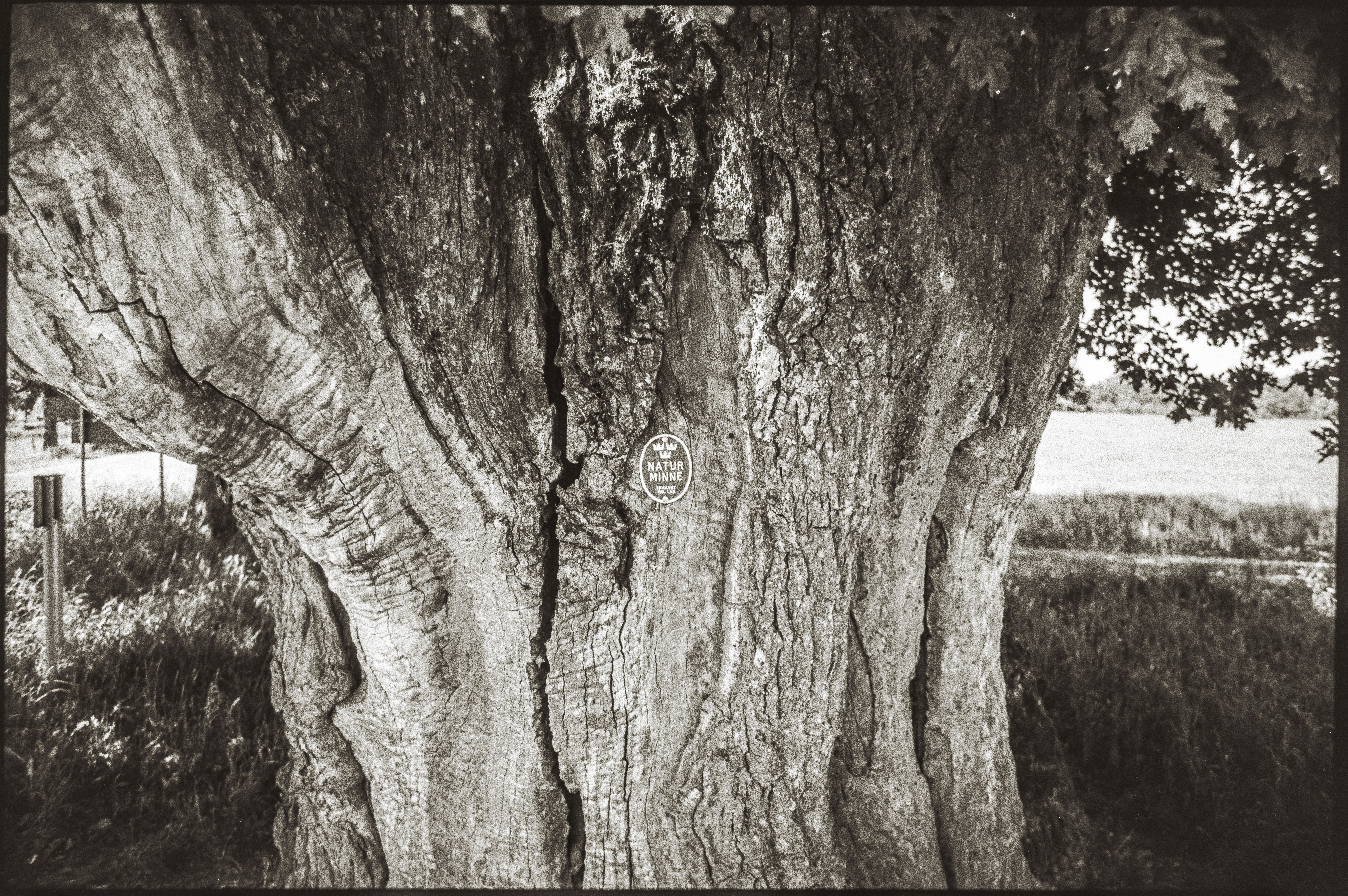